# Čcheng Čchien
Čcheng Čchien (čínsky pchin-jinem Chéng Qián, znaky zjednodušené 程潜, tradiční 程潛) (31. března 1882 – 5. dubna 1968) byl čínský generál a politik. Účastnil se sinchajské revoluce a následných bojů a občanských válek v Číně v letech 1911–1949, přičemž bojoval v řadách armády Kuomintangu, velel armádám, vedl provinční vládu v rodném Chu-nanu, po polovině 30. let byl náčelníkem (1935–1937) zástupcem náčelníka (1940–1945) generálního štábu a náčelníkem hlavního stanu (1939–1940 a 1946–1947). Roku 1949 jako velitel kuomintangských armád v Chu-nanu přešel na stranu komunistů, což způsobilo zhroucení kuomintangské obrany jižní Číny a brzký konec čínské občanské války. V komunistické Čínské lidové republice byl dlouholetým předsedou vlády/guvernérem Chu-nanu (1949–1950 a 1952–1967) a zastával vysoké prestižní funkce v centrálních vojenských a zákonodárných orgánech – byl členem Ústřední lidové vlády (1949–1954), místopředsedou Lidové revoluční vojenské rady (1949–1954) a Státního výboru obrany (1954–1968), místopředsedou stálého výboru Všečínského shromáždění lidových zástupců (1958–1968).

## Život
Čcheng Čchien se narodil v rodině zámožného statkáře v okresu Li-ling v provincii Chu-nan, získal klasické konfuciánské vzdělání, poté studoval na akademii Jüe-lu v Čchang-ša. Zde se začal zajímat o tehdejší politickou situaci a rozhodl se vzdát se civilní kariéry ve prospěch vojenské; proto vstoupil na Chunanskou vojenskou akademii a roku 1906 byl poslán studovat na vojenskou akademii do japonského Tokia. Během pobytu v Tokiu se seznámil s Chuang Singem, Li Lie-ťünem a Sung Ťiao-ženem, budoucími nacionalistickými vůdci, kteří ho zaujali svými myšlenkami. V roce 1905 se Čcheng setkal se Sunjatsenem a vstoupil do Čínské aliance, tajné revoluční společnosti, která se zavázala svrhnout dynastii Čching a modernizovat Čínu. V roce 1910 Čcheng absolvoval akademii jako poručík dělostřelectva (dělostřelectvo, zejména polní, bylo jeho specializací po celou dobu vojenské kariéry) a vrátil se do Číny.
Po návratu byl čchingskou vládou sloužil v armádě v okolí Pekingu. Po vypuknutí Sinchajské revoluce se Čcheng připojil k povstání a velel dělostřeleckému oddílu při obraně Chan-jangu. Po vzniku Čínské republiky byl jmenován vojenským velitelem Chu-nanu. Roku 1913 se účastnil vzpoury Kuomintangu proti vládě Jüan Š’-kchaje (takzvané druhé revoluce), po její porážce prchl do Japonska, kde vstoupil do Kuomintangu a nastoupil na univerzitu Waseda, na níž studoval politickou ekonomii.
Krátce poté se Jüan Š’-kchaj prohlásil císařem, což vyvolalo nové kolo občanské války. Čcheng se s dalšími revolucionáři se roku 1915 vrátil do Číny, aby se přihlásil k povstalcům. V letech 1915–1916 bojoval v Jün-nanu, Kuej-čou a Chu-nanu; roku 1917 jménem Sunjatsenovy vlády v Kantonu nakrátko ovládl většinu Chu-nanu, ale začátkem roku 1918 armáda pekingské vlády jeho síly z Chu-nanu vytlačila, se zbytky své armády ustoupil na sever Kuang-tungu. Roku 1921 se v Sunjatsenově vládě stal náměstkem ministra vojenství a úřadujícím ministrem. Když byl Sunjatsen roku 1922 vyhnán z Kantonu povstáním Čchen Ťiung-minga, Čcheng Čchien se podílel na zorganizování kuomintangských vojsk a roku 1923 na znovuobsazení Kantonu. Podílel se na bojích na severu Kuang-tungu, v lednu 1926 byla jeho vojska reorganizována v 6. armádu, za Kuomintang byl politickým komisařem v armádě komunista Lin Po-čchü (jehož manželka byla Čcheng Čchienovou příbuznou). Se svou armádou se od léta 1926 zúčastnil Severního pochodu, přičemž zprvu působil jako záloha pro 4. armádu, později zaútočil na Ťiang-si a obsadil jej a poté (v březnu 1927) postoupil do Nankingu. V tažení kuomintangských vojsk nankingské (Čankajškovy) vlády proti kuomintangskému generálovi Tchang Šeng-č’ovi (ve Wu-chanu) v říjnu–listopadu 1927 Čcheng velel 4. pochodové armádě, po útěku Tchang Šeng-č’a z Wu-chanu se Čcheng stal předsedou vlády a prozatímního politického výboru Kuomintangu v Chu-nanu a Chu-peji, ale než stačil upevnit svou moc nad provinciemi, od března 1928 stanul v čele nově zřízené wuchanské pobočky ústřední politické rady Kuomintangu Li Cung-žen a Čchengovi zůstalo pouze předsednictví provinční vlády v Chu-nanu. V květnu 1928 náhle Li Cung-žen Čchenga zatkl a následující čtyři roky Čcheng strávil v domácím vězení, čas trávil psaním poezie.
Roku 1932 byl propuštěn a jmenován do státní rady a v prosinci 1935 se vrátil do vysokých vojenských funkcí, když byl jmenován náčelníkem generálního štábu. Když začala druhá čínsko-japonská válka, byl v červenci 1937 jmenován vrchním velitelem 1. válečné zóny, zodpovědným za obranu Pekingu (tehdy nazývaného Pej-pching), Che-peje a strategické železnice Peking-Chan-čou, a současně od března 1938 zastával funkci guvernéra provincie Che-nan. V létě roku 1938 realizoval plán kuomintangského vojenského velení na protržení přehrad na Žluté řece a následné vyvolání záplav v severní Číně, což značně ztížilo japonský postup, ale také zapříčinilo stovky tisíc obětí mezi čínským obyvatelstvem (desetitisíce bezprostředně utopených a mnohonásobně více obětí následných záplav, hladu a epidemií), kuomintangská propaganda ovšem z protržení přehrad obvinila japonskou armádu. Začátkem roku 1939 byl Čcheng přeložen na místo náčelníka Čankajškova hlavního stanu. Od května 1940 byl zástupcem náčelníka generálního štábu, v letech 1944–1945 zastával funkci úřadujícího náčelníka štábu. Po válce se opět stal náčelníkem Čankajškova hlavního stanu (od května 1946). Na jaře 1947 byl přeložen do Chu-nanu jako usmiřující komisař.
Po skončení války se Čcheng postavil na stranu smířlivé frakce v Kuomintangu. V roce 1947 byl zvolen do Zákonodárného jüanu (v prvních volbách po 14 letech) a v březnu 1948 se ucházel o post viceprezidenta Čínské republiky, v průběhu voleb odstoupil ve prospěch nakonec zvoleného Li Čung-žena, podporovaného Čankajškem. Poté byl opět jmenován guvernérem svého rodného Chu-nanu. Vzhledem k tomu, že síly Komunistické strany Číny získávaly převahu, odstoupil Čankajšek v lednu 1949; po krachu mírových jednání v dubnu překročila Lidová osvobozenecká armáda řeku Jang-c’-ťiang. Čeng Čchien se počátkem srpna rozhodl kapitulovat, a tak byl Chu-nan pokojně předán komunistickým silám. V důsledku obsazení Chu-nanu se rychle zhroutila kuomintangská obrana celé jižní Číny.
Čcheng Čchien roku 1949 s dalšími představiteli levicového křídla Kuomintangu vstoupil do Revolučního výboru čínského Kuomintangu a podílel se na vzniku nového komunistického režimu, když se v září 1949 účastnil jednání Čínského lidového politického poradního shromáždění a byl poté opakovaně volen do vysoce prestižních politických funkcí v centrálních orgánech Čínské lidové republiky, a sice se stal členem celostátního výboru Čínského lidového politického poradního shromáždění (od 1949, od 1954 byl členem jeho stálého výboru, znovuzvolen 1959 a 1965), členem Ústřední lidové vlády Čínské lidové republiky (1949–1954), místopředsedou Lidové revoluční vojenské rady (1949–1954) a Státního výboru obrany (od 1954, znovuzvolen 1959 a 1965), místopředsedou stálého výboru Všečínského shromáždění lidových zástupců (od 1958, znovuzvolen 1959 a 1965). 
Kromě funkcí v Pekingu působil jako místopředseda Středojižního vojensko-administrativního výboru (1949–1954, výbor dohlížel nad provinciemi Kuang-tung, Kuang-si, Chaj-nan, Chu-nan, Chu-pej a Che-nan), v prosinci 1952 se stal předsedou lidové vlády (od února 1955 guvernérem) Chu-nanu (do 1967) a od roku 1956 vykonával funkci místopředsedy Revolučního výboru čínského Kuomintangu. 
Během Kulturní revoluce patřil mezi nekomunistické politiky, kteří se těšili ochraně Mao Ce-tunga a Čou En-laje. Zemřel v Pekingu 15. dubna 1968 ve věku 86 let.